# П'єр Луїджі Нерві
П'єр Луїджі Нерві (італ. Pier Luigi Nervi; 21 червня 1891, Сондріо — 9 січня 1979, Рим) — італійський інженер і архітектор, прозваний «поетом залізобетону». Винайшов і ввів в будівельну практику армоцементні конструкції. Професор Римського університету (з 1946).

## Життєпис
Навчався на інженерному факультеті Болонського університету (1908-1913). Після закінчення навчання два роки працював проектувальником в конструкторському бюро «Суспільство залізобетонних конструкцій». В ході Першої світової війни з 1915 по 1919 рік служив у військово-інженерних військах. Після закінчення служби повернувся у флорентійське відділення «Товариства залізобетонних конструкцій».
У 1928 році Нерві створює фірму залізобетонних конструкцій «Інженери Нерві і Неббіозі» в Римі, що проіснувала до 1932 року. У період з 1928 по 1932 рік при безпосередній участі Нерві створюється ряд об'єктів в Римі, Неаполі, Барі, Лечче. Найважливішим проектом цього періоду життя Нерві став стадіон Артеміо Франкі у Флоренції (1930-1932, аналітичний функціоналізм). Будівництво цієї спортивної споруди місткістю 35 тисяч чоловік принесло Нерві широку популярність в архітектурних та інженерних колах Європи.
У 1932 році П'єр Луїджі Нерві разом з двоюрідним братом заснував нову фірму «Товариство інженерів Нерві і Бартолі» в Римі. З 1935 року виконував замовлення військово-морського міністерства, проектуючи ангари для літаків в різних районах Італії. До кінця війни всі вони були зруйновані, проте саме в цьому руслі остаточно визначився головний творчий дар Нерві — вміння перекривати величезні прольоти склепіннями зі збірних бетонних елементів (ніколи раніше не застосовувалися з таким розмахом), надаючи підсумкової композиції бездоганне монументальне витонченість. Винайшов для цього особливо міцний армоцемент.
Виступив з пропозицією будівництва з бетону, укріпленого сталевими сітками, морських суден і навіть авіаносців (створені дослідні зразки). В останні роки працював у співавторстві з іншими архітекторами, включаючи своїх синів. Автор книги «Будувати правильно» (1955).

## Великі проекти
- 1948-1950 Виставковий зал в Турині
- 1953-1957 Будівля ЮНЕСКО в Парижі
- 1956-1960 Вежа Піреллі в Мілані
- 1957-1959 Олімпійський стадіон в Римі
- 1959-1961 Фінансовий центр в Монреалі
- 1961-1962 Автобусний вокзал ім. Джорджа Вашингтона в Нью-Йорк
- 1962-1969 Хмарочос на площі Австралії в Сіднеї
- 1970 Собор Діви Марії в Сан-Франциско
- 1971 Річмонд-Колізеум
- 1971 Зал аудієнцій Павла VI в Ватикані
- 1980 Цивільна бібліотека Верони

## Галерея

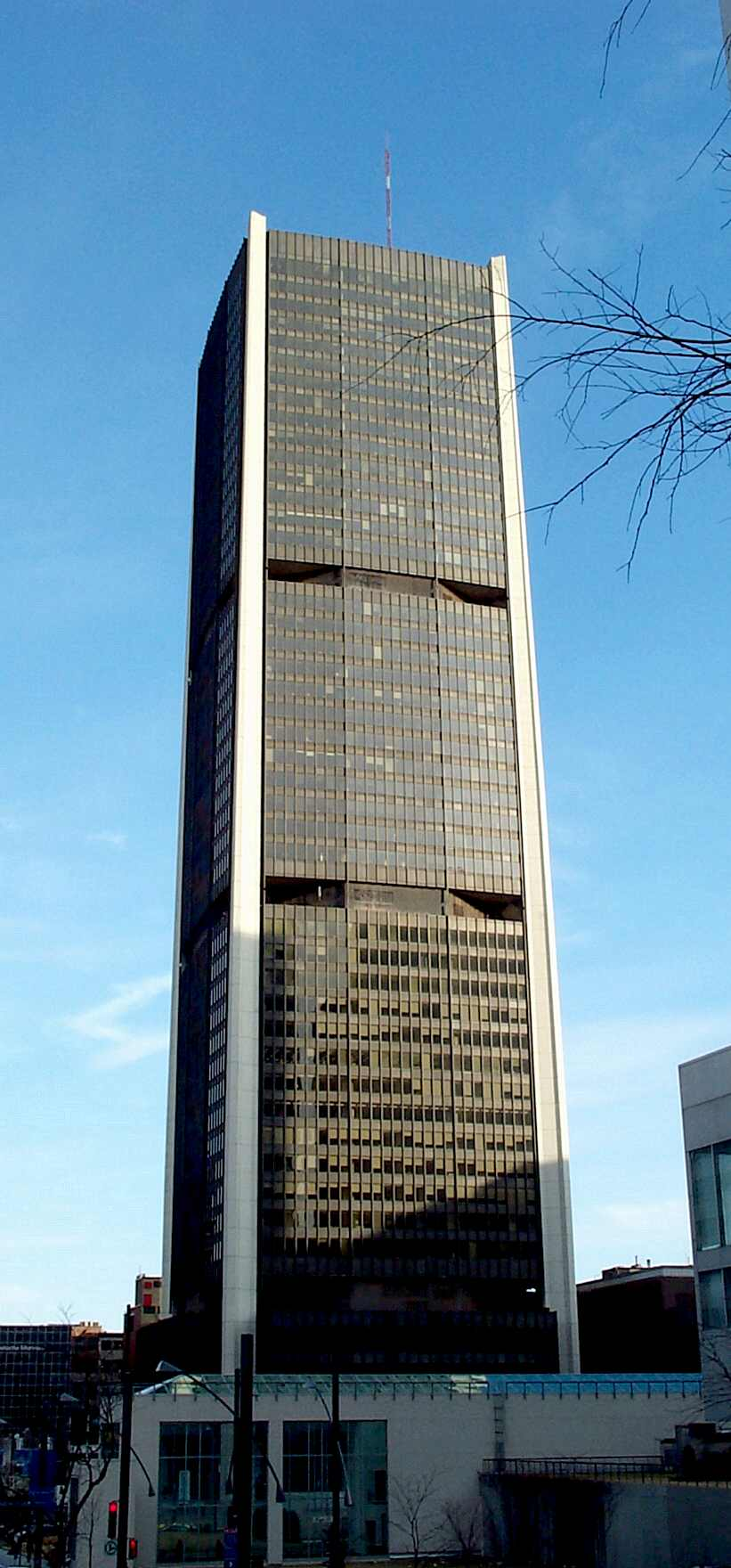
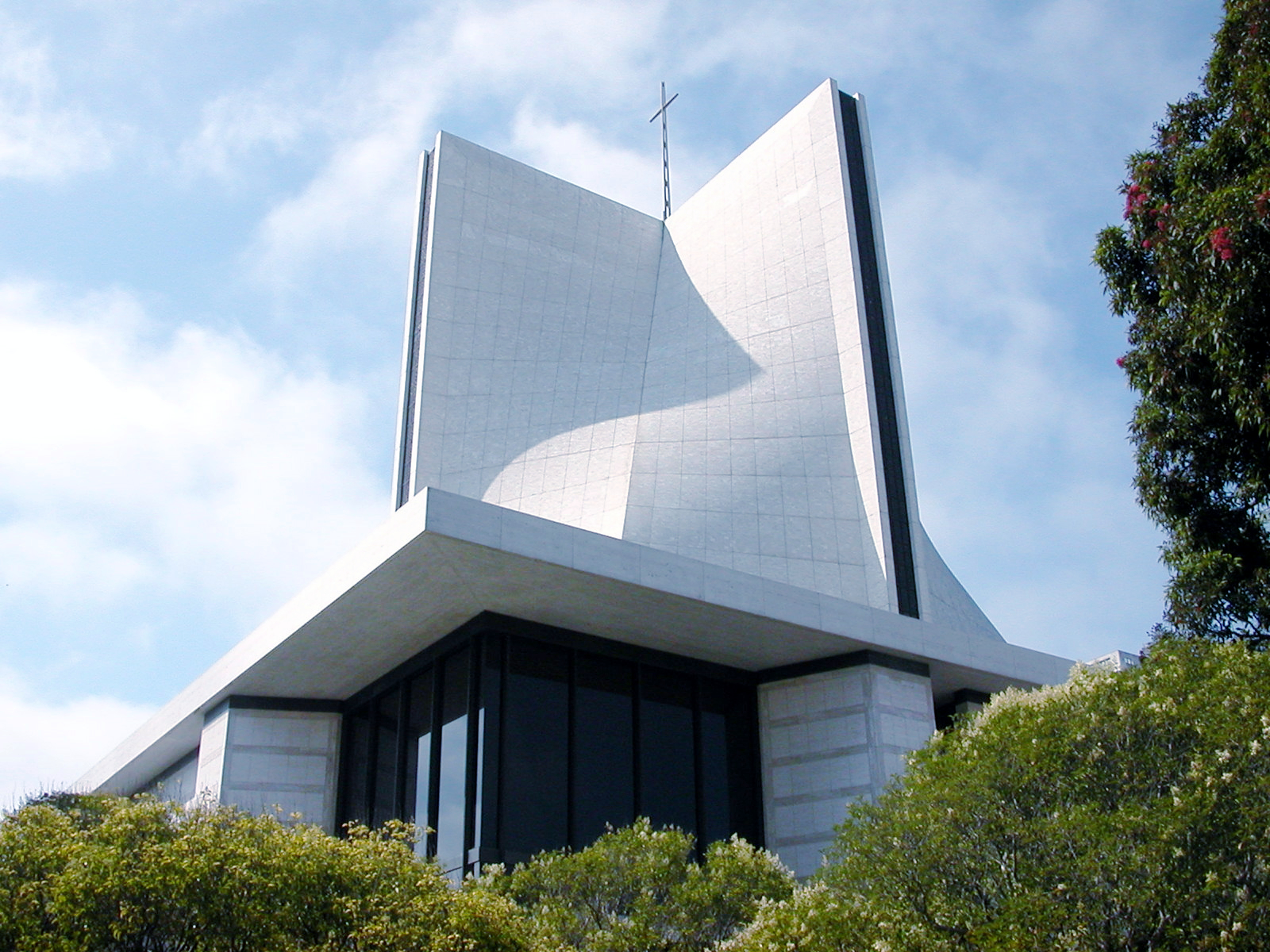
Собор (Сан-Франциско, Каліфорнія)
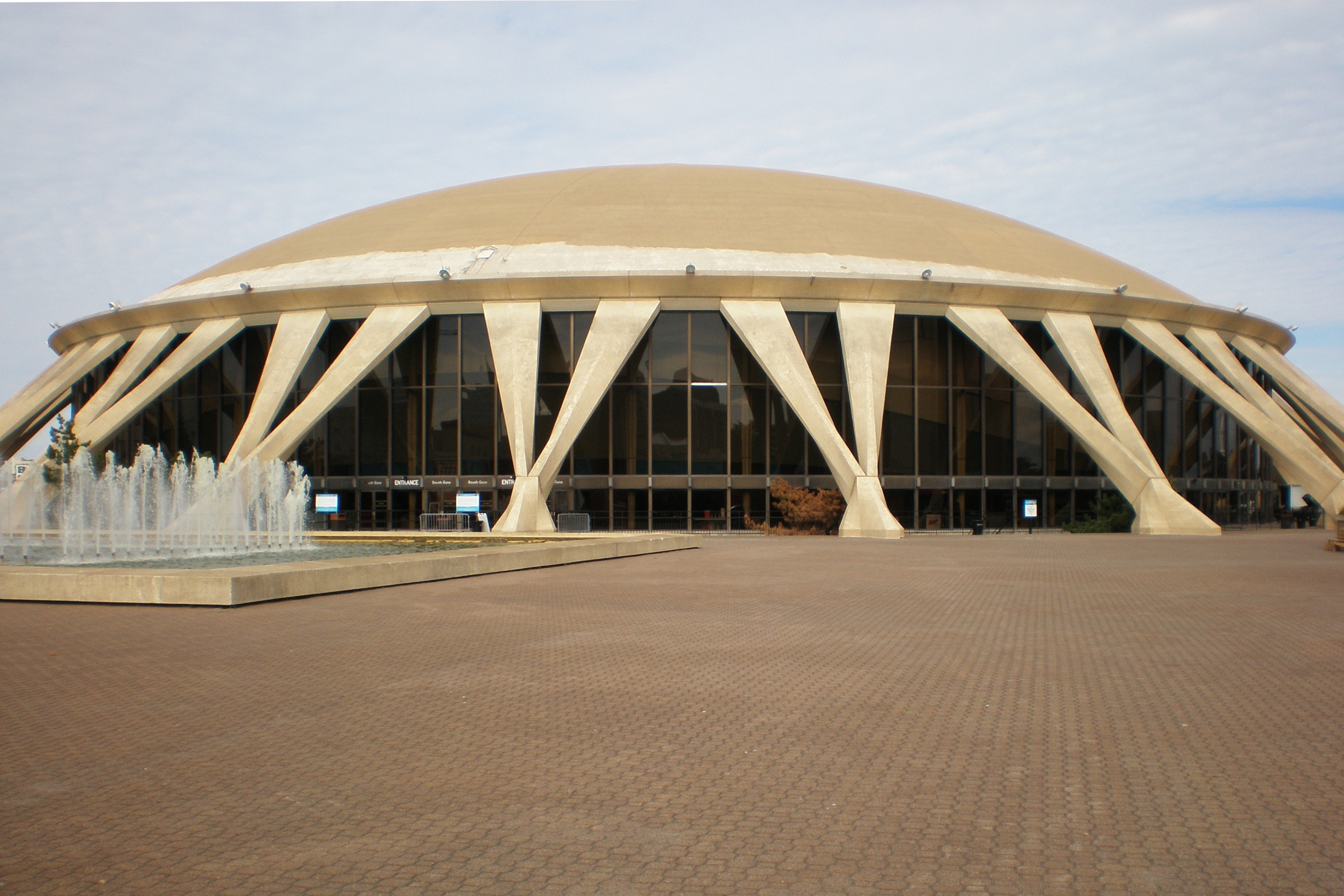
Norfolk Scope
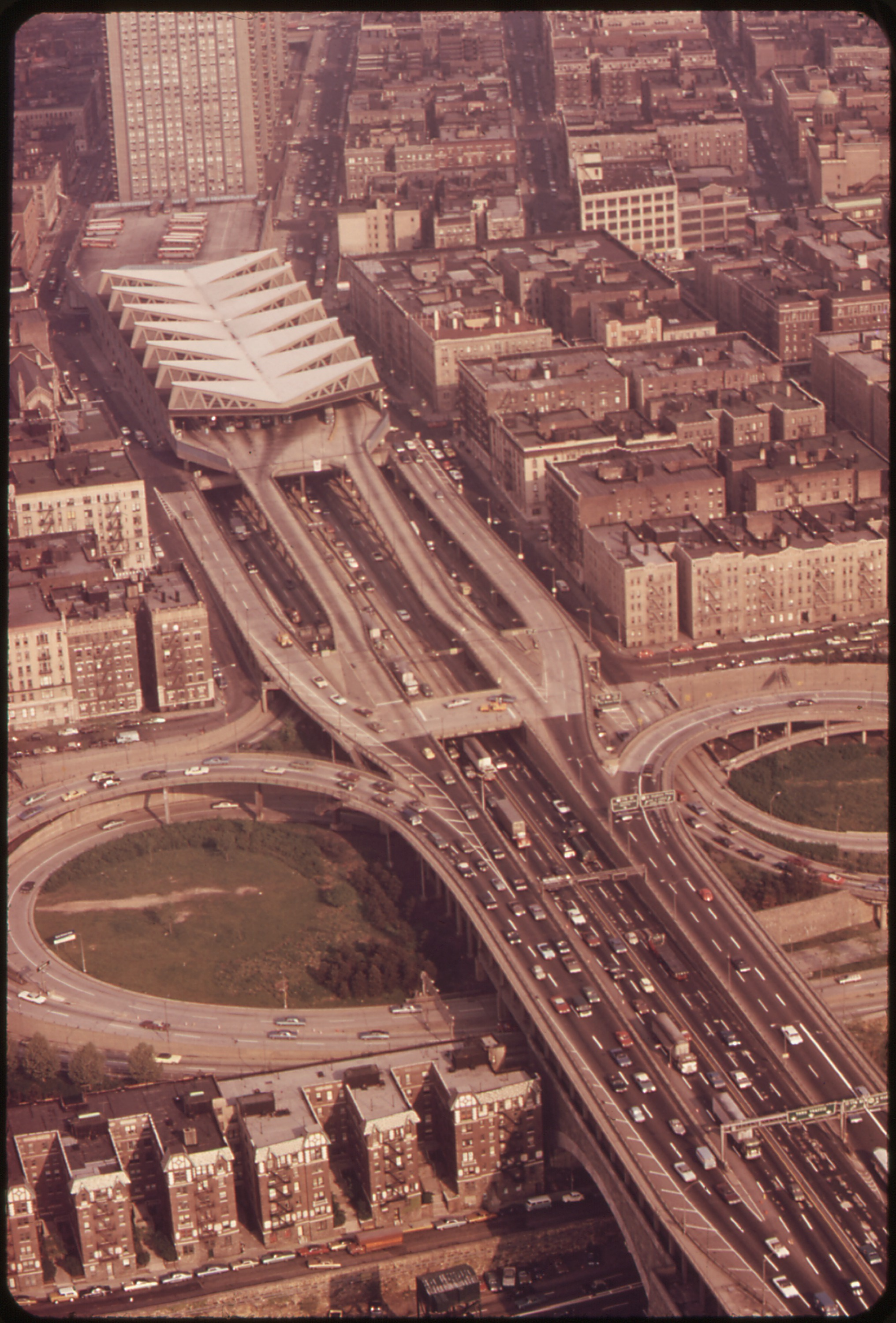
Автобусний вокзал ім. Джорджа Вашингтона в Нью-Йорк
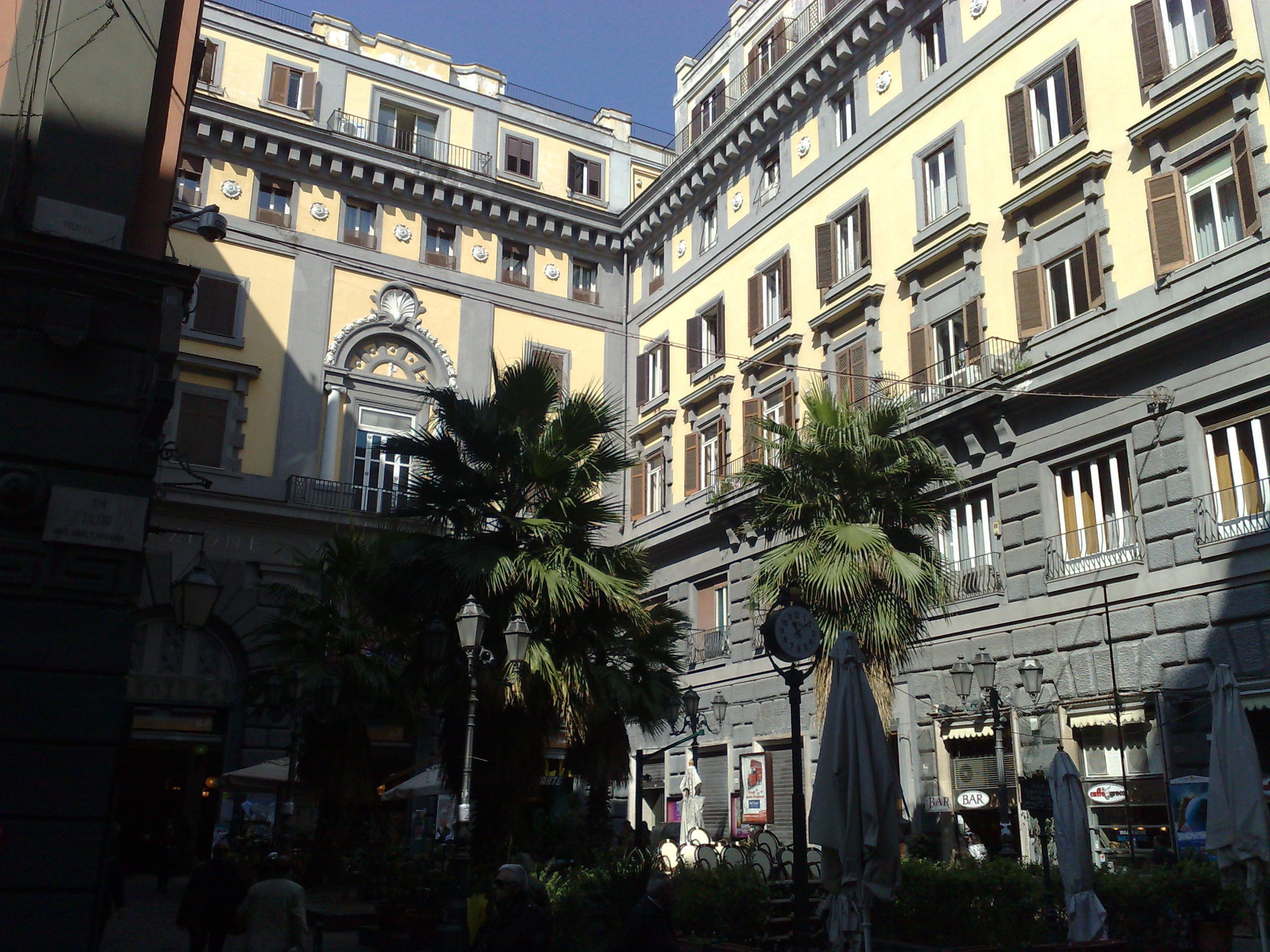
Театр Аугусто в Неаполі (1927)